# W.M. Finck & Co
W.M. Finck & Co var en tillverkare av yrkeskläder i Detroit. Bolaget grundades av William Muir Finck och blev framgångsrikt med sina yrkeskläder, bland annat modellen Detroit Special. Finck & Co köptes upp av Carhartt 1960 och lades ned även om varumärket kom att användas ytterligare en tid.
William Muir Finck (1854-1936) var med och byggde upp verksamheten på Carhartt från 1891 som produktionsansvarig innan han grundade det egna företaget W.M. Finck & Co 1902. Finck hade då sedan 1870-talet tillverkat overaller i ett eget bolag tillsammans med farbrodern Charles Fitzsimmons och flyttat verksamheten från New York till Detroit 1885. Samarbetet med farbrodern avslutades och Finck började då på Carhartt.
1902 följde grundandet av W.M. Finck & Co. Bolaget satsade stort på reklam och skapade en slogan som blev känd över hela USA, "Wear Like a Pigs Nose". Knapparna på kläder visade en gris med texten Finck ovanför och Detroit under grisen. Bolaget var positivt inställt till facket och blev känt för sin kvalitet.